# Сомаліленд

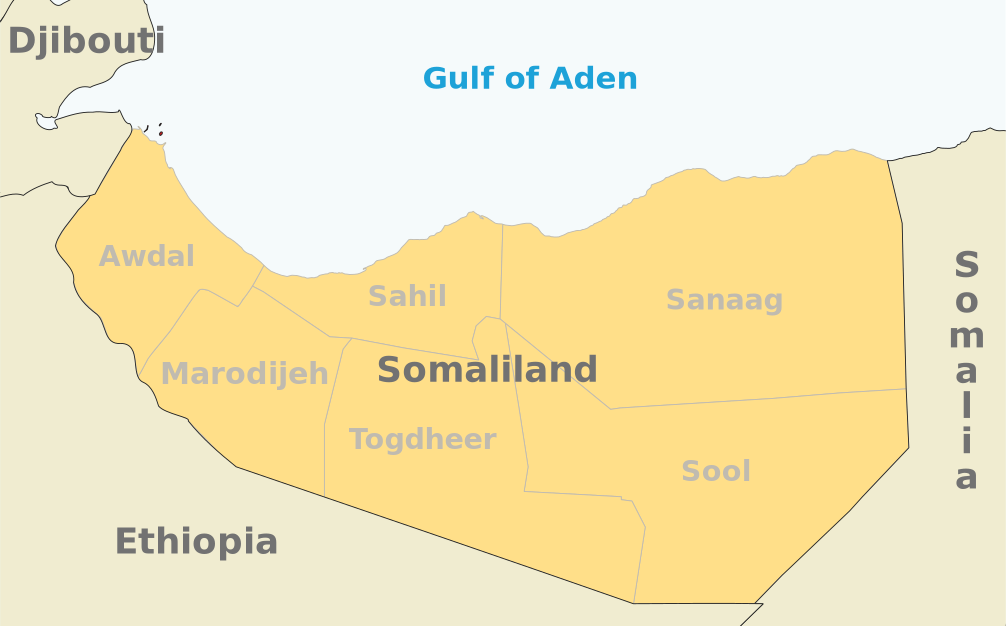
Карта Сомаліленду

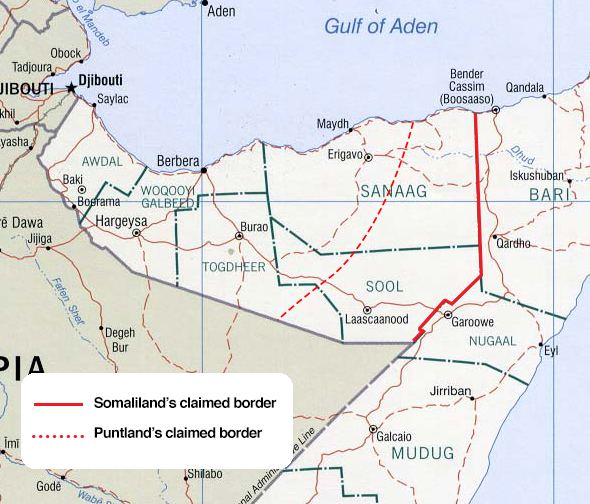
Карта спірних територій Сомаліленду та Пунтленду

Сомаліле́нд (сом. Soomaaliland, англ. Somaliland, араб. صوماليلاند), офіційна назва — Респу́бліка Сомаліле́нд (сом. Jamhuuriyadda Soomaaliland, англ. Republic of Somaliland, араб. جمهورية صوماليلاند) — самопроголошена республіка, північна частина Сомалі.
Уряд Сомаліленду вважає себе державою-наступником протекторату Британський Сомаліленд, який був незалежною з 26 червня 1960 року державою Сомаліленд, до об'єднання з підопічною територією Сомалі (колишнє Італійське Сомалі), 1 липня 1960 року утворивши Республіку Сомалі.
Фактична столиця — місто Харгейса (близько 300 тис. жителів, 2003).
На території Сомаліленду (138 тис. км²) проживає третина жителів Сомалі (близько 3 млн осіб, 2003).
Юридично провінція досі вважається частиною Сомалі, де з 1991 р. триває громадянська війна, і перехідний уряд не контролює більшу частину країни.
Більш ніж половина мешканців — кочівники-скотарі.
Як офіційні в Сомаліленді використовуються сомалійська, арабська і англійська мови.
У релігійному відношенні більшість населення — мусульмани-суніти.

## Історія
З 1887 року ця територія називалася Британське Сомалі.
1960 року внаслідок проголошення незалежності Британського Сомалі та колишнього Італійського Сомалі (з наступним їх об'єднанням) виникла нова держава — Республіка Сомалі.
З 1991 року єдина держава Сомалі де-факто перестала існувати. Якщо на території колишнього Італійського Сомалі утворилася безліч «удільних князівств» на чолі з ворогуючими між собою польовими командирами, то в Сомаліленді ситуація була порівняно мирною, а рівень життя — набагато вищим.
2003 року на території Сомаліленду пройшов референдум, де близько 99 % учасників проголосували за незалежність й ухвалення конституції Сомаліленду.
Попри всі ознаки державності, офіційного міжнародного визнання Сомаліленд досі не отримав.

## Географія
Має мусонний клімат. Північна частина країни горбиста, і в багатьох частинах її висота коливається між 900 і 2100 метрами над рівнем моря. Райони країни Аудаль (сомал. Awdal), Саахіль (сомал. Saaxil) і Мароді Чех (сомал. Maroodi Jeex) гористі, при цьому досить родючі, регіон Тогдеер (сомал. Togdheer) належить до напівпустель з низькою родючістю ґрунтів. Регіон Аудаль відомий своїми островами, які відрізняються від решти території держави наявністю коралових рифів і вологих мангрових лісів.
Сомаліленд — посушлива територія, набагато більш безплідна, ніж південні райони Сомалі. Ще одна особливість — різноманітність природних зон: для деякої частини території характерний низькогірний рельєф (висота до 2416 м — високогірний рельєф (найвища точка — гора Шимбиріс). Сомаліленд є краєм Ефіопського нагір'я, який здіймається уступами від Аденської затоки.
Основні фізико-географічні регіони: Губан — вузька прибережна низовина з вельми спекотним кліматом; Ого — паралельний узбережжю складчастий гірський пояс з висотними відмітками, що перевищують 2 тис. метрів; Хауда — внутрішні плато, де розміщується основна частина населення країни, і, нарешті, практично безводні, зайняті піщаними пустелями улоговини центральній частині півострова Сомалі.
Видобуток корисних копалин в Сомалі не розвинений, хоча в країні є родовища нафти, природного газу, золота і вугілля.

## Туризм та пам'ятки

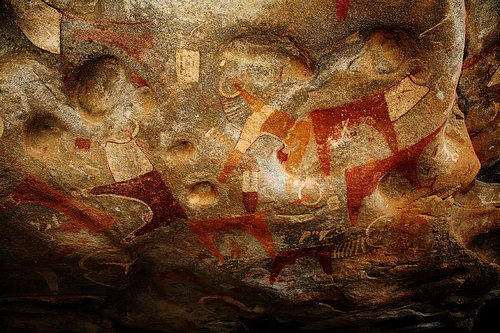
Наскельні малюнки в Лаас-Гаалі

- Лаас-Гааль. Комплекс печер Лаас-Гааль з наскальними зображеннями є одна із найбільших і найдавніших пам'яток стародавньої культури в Африці, його приблизний вік - близько 10000 років. Основні сюжети — зображення худоби та скотарів-мисливців, також присутні зображення жирафів, що мешкали в цьому регіоні кілька тисячоліть тому. У перекладі з мови Сомалі «Лаас-Гааль» означає «Верблюжа криниця».
- У Сомаліленді широко поширене таке знаряддя праці як хангол, за допомогою якого місцеве населення споруджує огорожі (зариби). Ханголи можуть розмальовуватися і покриватися лаком, продаватися як сувенір для туристів. Вартість його від півтора до трьох доларів.

## Населення та статус
У країні проживає (2016) 4,5 млн людей. При цьому всі вони мають паспорти Сомаліленду. Їх визнають 10 держав світу: ПАР, Ефіопія, Джибуті, Бельгія, Велика Британія, Франція, Південний Судан, ОАЕ, Кенія та Замбія.

## Адміністративний поділ держави

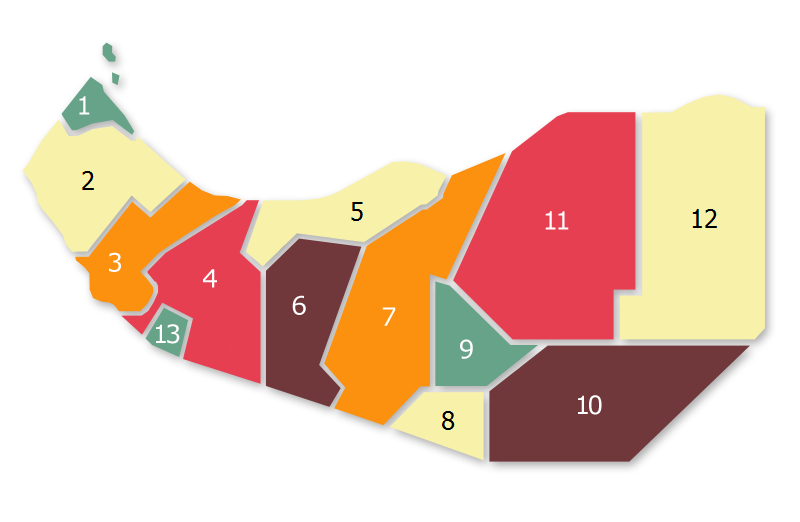
13 регіонів Сомаліленду

| На мапі | Штат    | Столиці     | Площа, км ² | Чисельність населення , чол. |
| ------- | ------- | ----------- | ----------- | ---------------------------- |
| 1       | Сала    | Зейла       | невідомо    | невідомо                     |
| 2       | Авдал   | Борама      | 21370       | 417 тис. (оц.2007)           |
| 3       | Габілей | Габілей     | невідомо    | невідомо                     |
| 4       | Гаароді | Харгейса    | 28830       | 1 190 тис. (оц.2007)         |
| 5       | Сахіл   | Бербера     | невідомо    | невідомо                     |
| 6       | Одвейне | Одвейне     | невідомо    | невідомо                     |
| 7       | Тогдер  | Бурао       | 38660       | 941 тис. (оц.2007)           |
| 8       | Кайн    | Буходле     | невідомо    | невідомо                     |
| 9       | Сарар   | Кайнаба     | невідомо    | невідомо                     |
| 10      | Сул     | Лас Анод    | 25030       | 115 306                      |
| 11      | Санааг  | Ерігаво     | 53370       | 530 тис. (оц.2007)           |
| 12      | Маахір  | Бадан       | 35000       | 700 тис.                     |
| 13      | Хауда   | Балігубадле | невідомо    | невідомо                     |

### Найбільші міста
- Харгейса, столиця
- Бурао
- Бербера
- Борама
- Еригабо
- Лас Анод
- Гебілей
- Сайла
- Одвейне